# Airspeed

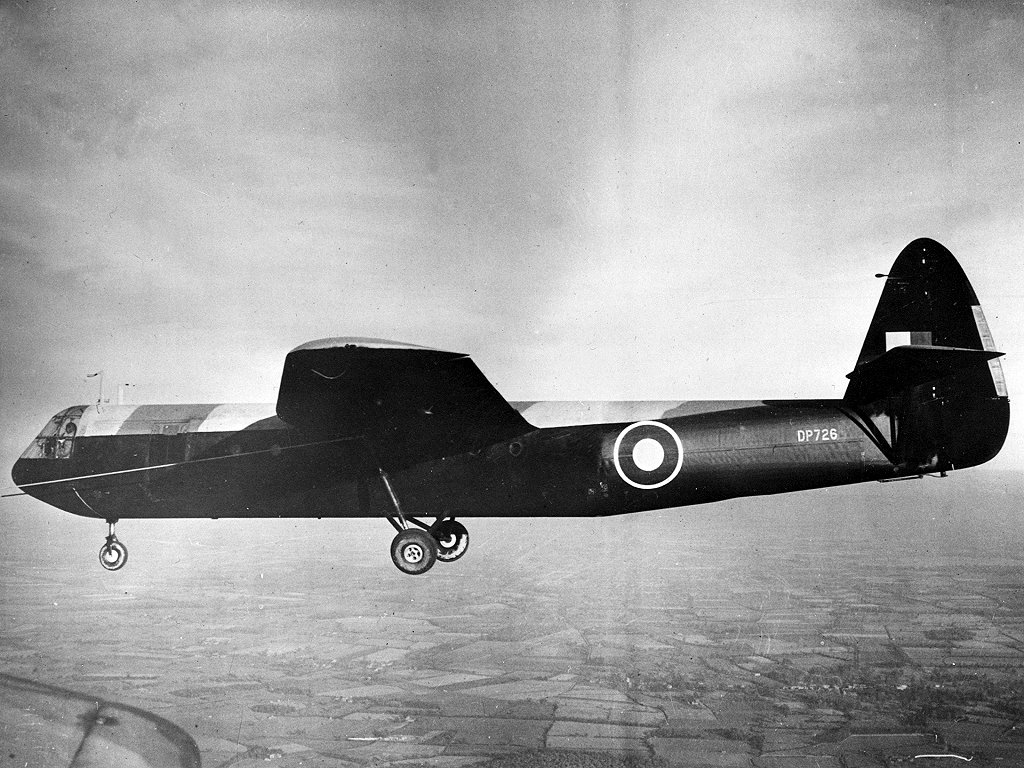
Airspeed Horsa

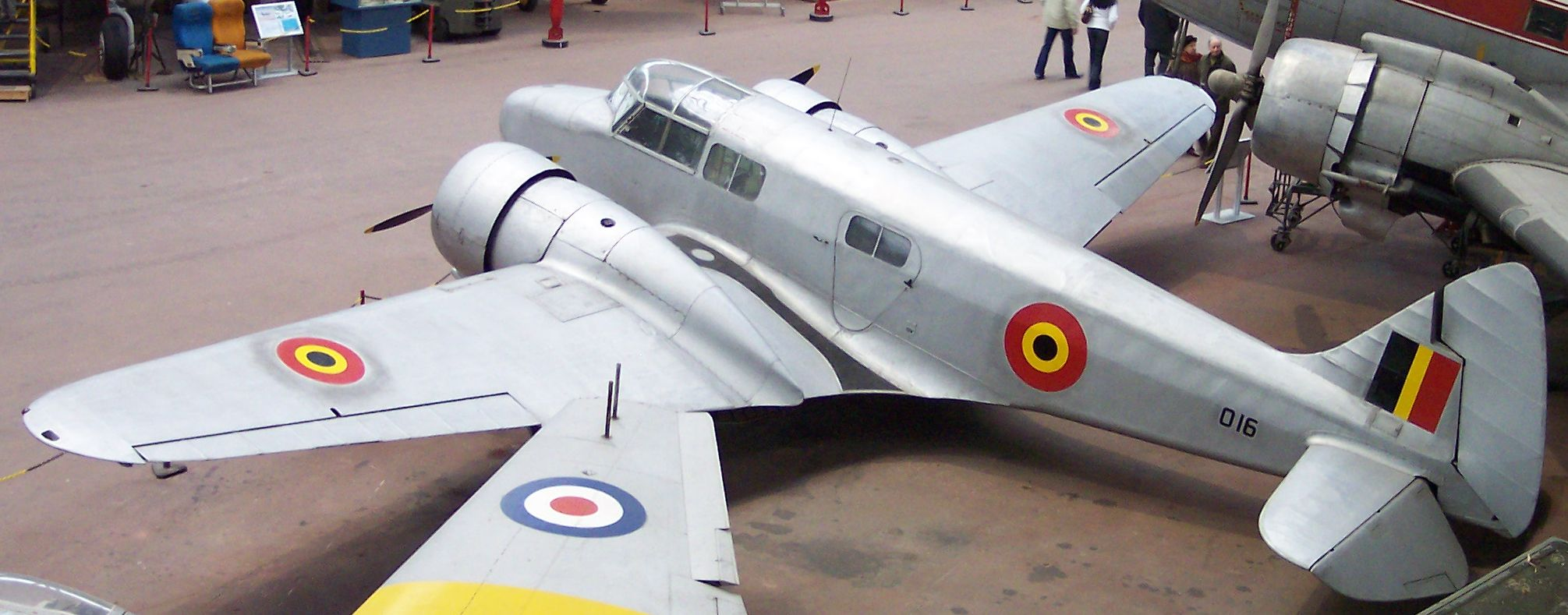
Airspeed Oxford

Airspeed Limited – brytyjskie przedsiębiorstwo lotnicze, założone w 1931 roku w Yorku przez A. H. Tiltmana i Nevila Shute Norwaya, włączone do de Havilland w 1951 roku.

## Historia
Pierwszym samolotem, produkowanym przez firmę, na początku lat 30. XX wieku był AS.4 Ferry, trzysilnikowy pasażerski dwupłatowiec, mogący zabrać na pokład dziesięć osób.
Czasy II wojny światowej były okresem prosperity przedsiębiorstwa. W czerwcu 1940 roku de Havilland Aircraft Co., Ltd., zakończył negocjacje dotyczące przejęcia części udziałów w spółce Airspeed Limited. W 1951 roku Airspeed został ostatecznie włączony do de Havilland w 1951 roku.

## Modele
- Airspeed AS.1 Tern – szybowiec
- AS.4 Ferry – lekki samolot pasażerski
- AS.5 Courier – lekki samolot pasażerski
- AS.6 Envoy – lekki samolot pasażerski
- AS.8 Viceroy – samolot sportowy
- AS.10 Oxford – samolot szkolno-treningowy
- AS.30 Queen Wasp – bezzałogowy samolot-cel
- AS.39 Fleet Shadower – morski samolot patrolowy
- AS.45 Cambridge – samolot szkolno-treningowy
- AS.51 Horsa I/AS.58 Horsa II – szybowiec transportowy
- AS.57 Ambassador – samolot pasażerski
- AS.65 Consul – lekki samolot pasażerski